# Pravac
Pravac je osnovni geometrijski pojam koji se kao element ravnine ne definira. Svojstva pravca daju se aksiomima.
Također, polupravac je pravac s jednim krajem.

## Pravac u ravnini

### Aksiomi pravca
- Svake dvije različite točke pripadaju jednom i samo jednom pravcu (kroz dvije točke može se povući samo jedan pravac).
- Postoje tri nekolinearne točke (postoji ravnina)
- Dvije točke su uvijek kolinearne (uvijek je moguće provući pravac kroz njih).

### Presjek dva pravca
Dva pravca koji imaju jednu zajedničku točku se sijeku. Zajednička točka ta dva pravca naziva se sjecište ili presječna točka:
a ∩ b = {C}
Dva pravca (ili više) koja se sijeku u istoj točki nazivaju se konkurentni pravci.

### Kolinearne i nekolinearne točke
Točke koje leže na istom pravcu nazivaju se kolinearnim točkama. 
Točke koje ne leže na istom pravcu nazivaju se nekolinearnima. Prema aksiomima Euklidske geometrije, postoje barem tri takve točke. Uobičajen primjer za tri nekolinearne točke su vrhovi trokuta.

### Paralelni pravci
Dva pravca koji leže u istoj ravnini i nemaju zajedničkih točaka nazivamo paralelnima. Paralelni pravci imaju jednake koeficijente smjera.

### Posljedice
- Dva različita pravca imaju najviše jednu zajedničku točku.
- Izvan svaka dva pravca postoji bar jedna točka.

### Pravac u analitičkoj geometriji
U koordinatnom sustavu pravac se određuje jednadžbom pravca. Prema obliku postoje dva tipa jednadžbe.
Postoji implicitni tip oblika {\textstyle Ax+By+C=0}, gdje parametri A i B ne mogu istovremeno biti jednaki nuli.
Drugi tip jednadžbe pravca eksplicitni je tip oblika {\displaystyle y=ax+b}.